# 大津縣
大津縣是日本過去為管轄原先幕府在近江國的直屬領地及旗本領地所設立的行政區劃，成立之初的轄區分布於現今滋賀縣全部區域，在1872年的府縣整併後，轄區僅剩現在滋賀縣的南半部，於1872年改名為滋賀縣，並在同年底與管轄近江國北半部的犬上縣整併為新的滋賀縣。

## 歷史
在江戶時代幕府為管理近江國的直屬領地，在大津設立大津奉行，雖然在1722年曾一度將業務整併至京都町奉行而遭到廢除，不過1772年後又恢復大津奉行的設置直到江戶時代結束。
1868年新政府取代江戶幕府後，3月設立了大津裁判所取代大津奉行的功能，負責管理位於近江國內原本屬於幕府的領地，5月改大津裁判所被設立為大津縣；此後隨著新政府沒收位於近江國內的部分藩領，大津縣的管轄區域也逐漸增加。
最初大津縣由於也接管了原本負責近江國南部區域的信樂代官所管轄區域，因此也管轄了部分位於伊勢國北部的區域，不過在1869年，新政府即把位於伊勢國的區域改劃入負責伊勢國的度會縣。
1872年第一次府縣整併中，整個近江國內包括大津縣及由各藩改設的縣，在1月被重新調整併大津縣及長濱縣兩個縣，大津縣的轄區為近江國南部的五個郡，長濱縣位於近江國北部的七個郡。
不過2月時在縣令松田道之的建議下，大津縣被更名為滋賀縣，10月時又與犬上縣（原長濱縣更名後）為新設立的滋賀縣。

### 轄區
1872年第一次府縣整併前
- 近江國
  - 滋賀郡
  - 栗太郡
  - 甲賀郡
  - 野洲郡
  - 蒲生郡
  - 神崎郡
  - 愛知郡
  - 淺井郡
  - 伊香郡
  - 高島郡
  - 坂田郡
- 伊勢國
  - 三重郡
  - 鈴鹿郡
  - 度會郡

1872年第一次府縣整併後
- 近江國
  - 滋賀郡
  - 栗太郡
  - 甲賀郡
  - 野洲郡
  - 蒲生郡

## 歴任知事
大津裁判所
| 職稱 | 姓名     | 上任日期      | 卸任日期      | 備註   |
| ---- | -------- | ------------- | ------------- | ------ |
| 總督 | 長谷信篤 | 1868年3月30日 | 1868年5月20日 | 原公家 |

大津縣
| 職稱 | 姓名     | 上任日期       | 卸任日期       | 備註                         |
| ---- | -------- | -------------- | -------------- | ---------------------------- |
| 知事 | 辻維岳   | 1868年5月20日  | 1868年12月21日 | 原廣島藩藩士                 |
| 知事 | 朽木綱德 | 1868年12月21日 | 1872年1月2日   | 原福知山藩藩士               |
| 縣令 | 松田道之 | 1872年1月2日   | 1872年2月27日  | 前京都府大參事、原鳥取藩藩士 |